# Huangcun, Peking
Huangcun (kinesiska: 黄村) är en köping i Kina. Den ligger i Daxing i storstadsområdet Peking, i den norra delen av landet, omkring 23 kilometer söder om stadskärnan.